# Lijst van Nederlandse leden van het Keizerlijk Wetgevend Lichaam
Dit is een lijst van Nederlandse leden van het Keizerlijk Wetgevend Lichaam (Corps législatif), de afgevaardigden van de Nederlandse departementen van het Eerste Franse Keizerrijk

## Noordelijke Nederlanden
- Vanaf de annexatie op 1 januari 1811 tot 4 juni 1814.

Deze lijst bevat ook de afgevaardigden van Breda en Maastricht, die bij de Zuid-Nederlandse departementen Twee Neten en Nedermaas hoorden, daarnaast ook die van de departementen Oostereems en Lippe, wat nu Duitsland is.
| Naam                              | Periode                   | Departement           | P&P   |
| --------------------------------- | ------------------------- | --------------------- | ----- |
| Lamoraal van Burmania Rengers     |                           | Friesland             | ;     |
| Justinus van Burmania Rengers     | 19-02-1811 t/m 04-06-1814 | Friesland             |       |
| Jacob Cambier                     | 15-02-1811 t/m 04-06-1814 | Zuiderzee             |       |
| Epimachus Cremers                 | 19-02-1811 t/m 04-06-1814 | Westereems            |       |
| Peter Deteleff                    |                           | Oostereems            | [ 4 ] |
| Abraham van Doorn                 | 19-02-1811 t/m 31-05-1814 | Monden van de Schelde |       |
| Jasper van Galen                  | 1811 t/m 1813             | Lippe                 |       |
| Carolus van Grasveld              | 19-02-1811 t/m 04-06-1814 | Boven-IJssel          |       |
| Abraham Gevers                    |                           | Monden van de Maas    |       |
| Hendrik van der Goes              |                           | Monden van de Maas    |       |
| Maarten van der Goes van Dirxland | 19-02-1811 t/m 15-11-1813 | Monden van de Maas    |       |
| Gustaaf van Imhoff                |                           | Westereems            |       |
| Karl zu Inn- und Knyphausen-Leer  | 19-02-1811 t/m 01-07-1814 | Westereems            |       |
| Eduard de Lesné Harel             | 19-02-1811 t/m 04-06-1811 | Monden van de Maas    |       |
| Franciscus van Lilaar             | 09-02-1811 t/m 04-06-1814 | Zuiderzee             |       |
| Otto van Limburg-Stirum           |                           | Boven-IJssel          | [ 5 ] |
| Joseph de Looz-Corswarem          | 1813 t/m 04-06-1814       | Lippe                 | [ 7 ] |
| Jan van Lynden van Lunenburg      |                           | Zuiderzee             |       |
| Hendrik Martini                   |                           | Monden van de Rijn    |       |
| André Membrède                    | 1807 t/m 04-06-1814       | Nedermaas             |       |
| Johan Mollerus                    |                           | Monden van de Maas    |       |
| Gerrit Panneboeter                |                           | Twee Nethen;          |       |
| Willem Queysen                    | 25-02-1811 t/m 06-04-1814 | Monden van de IJssel  |       |
| Henricus van Roijen               |                           | Monden van de Schelde |       |
| Jacob van der Sleyden             |                           | Zuiderzee             |       |
| Jan van Tuyll van Serooskerken    |                           | Monden van de Rijn    |       |
| Carel Ver Huell                   |                           | Boven-IJssel          |       |
| Carel de Vos van Steenwijk        |                           | Monden van de IJssel  |       |
| Pieter van Westrenen van Themaat  | 19-02-1811 t/m 04-06-1814 | Zuiderzee             |       |

## Zuidelijke Nederlanden
- Vanaf het begin van het keizerrijk in 1804 tot 4 juni 1814.

Onvolledige lijst (afgevaardigden uit Breda en Maastricht worden in beide lijsten opgenomen). 
| Naam                               | Periode                   | Departement    | P&P |
| ---------------------------------- | ------------------------- | -------------- | --- |
| Karel de Brouckère                 |                           | Leie           |     |
| Barthélémy de Chestret             |                           | Ourthe         |     |
| Pierre Joseph Collard              |                           | Wouden         |     |
| Guillaume van Cutsem               | 14-01-1801 t/m 04-06-1814 | Twee Neten     |     |
| Jacques Devaux                     | 1799 t/m 13-05-1807       | Leie           |     |
| Jean-François Gendebien            | 19-11-1803 t/m 04-06-1814 | Jemappes       |     |
| Philippe Herwyn                    | 18-02-1807 t/m 04-06-1814 | Leie           |     |
| Karel van Hulthem                  | 1802 t/m 1808             | Schelde        |     |
| André Charles Membrède             | 1807 t/m 04-06-1814       | Nedermaas      |     |
| Pierre de Meulenaere               | 28-08-1804 t/m 04-06-1814 | Schelde        |     |
| Gerrit Willem Panneboeter          |                           | Twee Neten;    |     |
| Nicolas Pastoret                   | 21-09-1804 t/m 30-06-1810 | Wouden         |     |
| Jean-François Peppe                |                           | Twee Neten     |     |
| Jan Baptist Plasschaert            |                           | Dijle          |     |
| Louis de Potter                    |                           | Schelde        |     |
| Celestin du Pré                    |                           | Samber en Maas |     |
| Maurice de Riquet de Caraman       | 02-05-1809 t/m 04-06-1814 | Jemappes       |     |
| Michel-Laurent de Selys Longchamps | 1802 t/m 1809             | Ourthe         |     |
| François de Serret                 | 1813 t/m 04-06-1814       | Leie           |     |
| Erasme Louis Surlet de Chokier     | 1812 t/m 30-03-1814       | Nedermaas      |     |
| Paul Norbert Tack                  | 1799 t/m 1803             | Schelde        |     |
| Egidius van Trier de Tiège         |                           | Twee Neten     |     |